# Ormány (település)
Ormány (románul: Orman) település Romániában, Erdélyben, Kolozs megyében.

## Fekvése
Szamosújvártól nyugatra Oláhpéntek, Széplak és Kérő közt fekvő település.

## Története
Ormány Árpád-kori település, nevét már 1292-ben említették az oklevelek. Neve a török-kun nyelvből átvett szó, melynek jelentése: erdő volt.
A település kezdetben bizonyosan Szolnokvár földje volt, mely királyi adományból a Kökényes-Radnót nemzetségből való János fia Renold ispán birtokába jutott. Renold azonban 1312-ben sógorának Kacsics nemzetségbeli Mihály fiának Péternek adományozta, de 1332-ben Ormány újra a Renold nemzetség kezébe került, majd Renold fia János fiának Benesnek örökös nélkül való elhunyta után Károly Róbert király Ormányt a Kachich nembeli Mihály fia Simonnak, a székelyek főispánjának és nővérének, Renold ispán özvegyének adományozta.
1348-ban - a Bánffy oklevéltár adatai szerint - Iklódi László és fiai Domokos és Béla a Bánffy Dénes fiait Ormány és Kerő (Kyerew) birtokokból és ezek használatától és bitorlásától eltiltották.
1393-ban  a Bánffy család tagjai a Bánffy István fia Dénes mester részének elosztásakor Ormány Bánffy Dezső fiának Miklósnak és néhai László fiának Jánosnak jutott.
1428-ban a király Simon székely ispán hagyatékáról folytatott perben Ormányt is a kincstárnak ítélte oda, azonban nemsokára ismét a Bánffyak birtokába került.
1467-ben Mátyás király Bánffy István fiától Lászlótól és Bánffy Dezső fiaitól ifj. László és Zsigmondtól Csicsóvárbeli részüket hűtlenségük miatt elvette tőlük, az ahhoz tartozó Ormány két részét Szerdahelyi Imrefi Györgynek és fiainak Kiss Jánosnak és Mihálynak adományozta.
1540-ben I. János király e birtokot Kendi Ferencnek és fiának adományozza, de úgy látszik, megint elvette, mert egy 1542-es oklevél szerint Izabella királyné e birtokot Kendi Ferencnek visszaadta.
1547-ben birtokosául Péter moldvai vajdát írták, de 1550 körül e helység káptalani birtok volt.
1553-ban Kendi Ferenc birtoka volt, 1556-ban azonban I. Ferdinánd király a birtokot a hűtlenségbe esett Kendi Ferenctől elkobozta és Csakor Ferencnek adta, kitől a kincstár birtokába került.
1614 körül Makray Bertalan és Bethlen Erzsébet fia Péter birtokait, akik részt vettek a széki merényletben, összes birtokaitól, így itteni részétől is megfosztották, azokat Báthory fejedelem sógorának Dobay Tamásnak adja ki, viszont a többiektől Makray javára lemondván, magának azon itteni részt megtartotta.
1631-ben Ormányi Péter és neje Kóbor Kata fiai: János, György és István egy nemesi házas telket kaptak a fejedelemtől. Úgyszintén testvére Ormány István és Márton armalist kaptak.
1654-ben a szamosújvári uradalom részére innen bortizedbe 41 vedret szolgáltattak be.
1653-ban és 1658-ban a szamosujvári uradalomnak itt 5 adózó jobbágya van.
1676-ban itt nemes jogú családok: Zámbó, Fejérdi, Szénási, Ágoston, Hegyestövi, Csonka, Kún és Bab.
1696-ban Ormányt a török hódoltság alatt levő falvak közt sorolták fel.
1712-ben itteni nemes darabont családok voltak a Ferencz, Szabó, Balla, Kántor, Szilaj (Szilas), Lázár, Patkó, Nagy, Pap, Vancsa, Székely, Petrucz, Prelukai, Pattantyus, Vajvod, Boér, Bonta, Butuza és Girolti családok.
1820-ban Szamosújvár városának van 45 telke, szabad nemes telek 4 1/2, szabados telek 3. Váradi Józsefné egy telkes nemes. Ezenkívül Fejérdi István, György Samu, Pergő János, Rácz József, Florián Tódor, Fejérdi József utódai egyenként féltelkes nem adózó nemesek Szigethi József darabont.
A 19. század végén birtokosai (1892–98): özv. Bercsán Illésné 144 h. Vétel apróbb földrészekből. Szamosújvár városa 588 h. 948 öl. Vétel a királyi kincstártól. Pap Antal 867 h. 1050 öl. Vétel Kepri József, Szentesi Áron, Bercsán Illésné és Bálintffytól. Mind e birtokok egykor a Nagyváradi Várady családé voltak.
Ormány egykor tisztán magyar lakta népes község volt. Magyar darabont lakossága a Básta és Mihály havasalföldi vajda, később a török hódoltság idején a törökök pusztításainak lettek áldozatai.
A 20. század elején Szolnok-Doboka vármegye Szamosújvári járásához tartozott.
1910-ben 600 lakosából 67 magyar, 16 német, 512 román volt. Ebből 520 görögkatolikus, 55 református, 12 izraelita volt.

## Látnivalók
- Református templom
- Egykori görögkatolikus, ma ortodox templom.